# Ctenochira melina
Ctenochira melina là một loài tò vò trong họ Ichneumonidae.